# Gnathostomulida
Il phylum Gnathostomulida (dal greco: gnathos = mascella; stoma = bocca) è costituito da circa 80 specie di animali vermiformi marini, di piccole dimensioni (0,5 – 3 mm), viventi negli spazi tra le particelle di sabbia e di limo delle spiagge fangose anaerobiche.
Gli gnatostomulidi si nutrono di funghi e microrganismi che raschiano dai granelli di sabbia tramite mascelle ben sviluppate di cui è dotata la bocca, la quale è posta nella zona anteriore-ventrale.

## Rapporti evolutivi
Si tratta di un gruppo di acelomati passato inosservato fino a tempi piuttosto recenti e la cui interpretazione sistematica ed evolutiva ha dato luogo a un gran numero di contestazioni e disparità di vedute. Sono stati considerati inizialmente come un subphylum dei platelminti. 

## Distribuzione e habitat
Gli Gnathostomulida contano un'ottantina di specie diffuse un po' in tutto il mondo. 
Nel Mediterraneo è molto comune la Gnathostomula mediterranea. Lunga circa 1 mm e priva di stiletto copulatorio nel poro genitale maschile, vive nella sabbia detritica fine.
Sfuggirono all'attenzione degli zoologi per molto tempo, sia per le dimensioni minime, sia per la loro trasparenza e delicatezza. Essi sono parte integrante del mesopsammon (la fauna psammobia interstiziale), standosene fissati al substrato molto saldamente, perciò le normali tecniche di estrazione della microfauna non riescono ad isolarli e a metterli in evidenza. Alcuni vivono tra le alghe, tra i granelli di sabbia più minuti, anche se il loro ambiente di elezione è la fanghiglia nerastra maleodorante, ricca di idrogeno e praticamente anaerobiotica, dove si possono trovare alte concentrazioni di individui.

## Anatomia e fisiologia
Come i platelminti, anche gli Gnatostomulidi sono acelomati, aprocti e mostrano uno schiacciamento dorso-ventrale.
Differiscono dai Platelminti, oltre per la bocca munita di mascelle, anche per l'apparato protonefridiale e l'epitelio che recano delle cellule provviste di un unico lungo ciglio, anziché cellule pluriciliate.

## Riproduzione e sviluppo
Gli Gnatostomulidi sono ermafroditi insufficienti ed utilizzano una fecondazione incrociata.
Ogni individuo possiede un lungo ovario dorsale e due file di testicoli collegati, in alcune specie, ad uno stiletto copulatorio, con il quale gli spermatozoi vengono iniettati nell'ovario del partner.
Circa un'ora dopo la fecondazione vengono deposte le uova tramite contrazione energica del corpo.
Lo zigote dà origine ad una larva ciliata, priva di organi interni e di cavità intestinale, che, in seguito, metamorfosa in un individuo adulto.

## Sistematica
Il phylum viene suddiviso generalmente in due ordini, differenti per la forma degli spermatozoi e dell'apparato genitale femminile:
- Ordine Filospermoidea provvisti di spermi filiformi con testa e flagello e mancano di borsa e vagina
- Ordine Bursovaginoidea più tozzi, con spermi non filiformi (coniformi, sferoidali o a goccia) ed apparato riproduttore femminile provvisto di una struttura detta borsa e, sovente, di vagina. Il poro maschile dispone di un tubo copulatorio.